# Trierske cesarske terme
Trierske cesarske terme (nemško Kaiserthermen) so velik kompleks rimskih kopališč v Trierju v Nemčiji. Kompleks je bil zgrajen v zgodnjem 4. stoletju našega štetja med vladavino Konstantina I. V tem času je bil Trier glavno cesarsko središče, saj je bil glavna rezidenca Konstantinovega sina Krispa. Terme so bile zgrajene okoli izvirov termalne vode s temperaturo do 40 °C. Pod termami je bila mreža podzemnih prehodov za osebje, ki jih je še mogoče videti, in kanalizacija. Terme niso bile nikoli dokončane in so bile v srednjem veku spremenjene v grad.

### Opis
Terme so bile tretje največje v Rimskem cesarstvu. Ostanki zidov in temeljev so še vidni in kažejo njihovo prvotno zasnovo. Najbolj ohranjeni so apsidalni zidovi kaldarija, prostora z bazenom tople vode, zgrajeni z izmenjujočimi se vrstami belega kamna in rdeče opeke. V kompleksu so bili še tepidarij, topli vrelec s 16,45 m visoko kupolo, ki ni ohranjen, prostoren frigidarij - prostor s hladno kopeljo,   in velika arena za telovadbo. Pomemben del kopališča je bil hipokavst, sistem centralnega ogrevanja, v katerem je s pečmi ogret zrak krožil pod tlemi in v dvojnih stenah prostorov. 
Terme niso bile nikoli dokončane. Uporabljali so jih kot vojašnico cesarske garde in nekakšno trdnjavo. V srednjem veku so služile kot kamnolom obdelanega kamna za gradnjo drugih zgradb. Konec 13. stoletja so zunanje obzidje term uporabili za gradnjo cerkve sv. Gervazija in samostana sv. Agneze. Med sekularizacijo v 18. stoletju sta bili obe stavbi porušeni. V 19. stoletju so se začela arheološka izkopavanja in obnova kopališča, ki so ga za javnost odprli leta 1984 ob 2000-letnici mesta Trier. Leta 1986 so Cesarske terme skupaj z drugimi ohranjenimi rimskimi spomeniki v Trierju (Porta Nigra, amfiteater, Konstantinova bazilika, Rimski most, Igelerjev steber, stolnica, cerkev Naše Gospe) razglasili za svetovno dediščino. 
- Okroglo kopališče z apsidami, ki je pripadalo nadzidani peristilni hiši (stanje 2006)
- Idealna rekonstrukcija Cesarskih term
- Pogled s severa na vhodni prostor, ki je bil prenovljen v letih 1993/1994: osrednja apsida (levo) s stopniščnim stolpom (sredina), stranska apsida in novozgrajeno mestno obzidje (stanje 2009)
- Eden od nikoli uporabljenih podzemnih servisnih hodnikov s svetlobnim jaškom (stanje 2006)
- Risba, objavljena leta 1905
- Deno ohranjeni podzemni hodniki